# Sé (Braga)
Pour les articles homonymes, voir Sé.
Sé est une freguesia située dans la municipalité de Braga, au Portugal. D'une superficie de 0,37 km2, il recense 3 358 habitants (2011).
Elle est supprimée en 2013 dans le cadre d'une réforme administrative nationale, après avoir été ajoutée aux paroisses de Maximinos et de Cividade pour former une nouvelle paroisse appelée União das Freguesias de Braga (Maximinos, Sé e Cividade) dont le siège se trouve à Maximinos.